# Ulithi
Ulithi es un atolón de las islas Carolinas, al oeste del océano Pacífico, situado a 103 millas náuticas (191 km.) al este de Yap. Se compone de 40 islotes, que totalizan una superficie de 4,5 km², rodeando una laguna interior de 36 × 24 km., una de las más grandes del mundo. El archipiélago pertenece administrativamente al estado de Yap, integrado en los Estados Federados de Micronesia, y contaba en el año 2000 con una población de 773 personas distribuida entre las cuatro islas habitadas: Asor, Mogmog, Fedarai y Falalop, que es la más accesible y cuenta con un aeródromo, un hotel y un instituto de secundaria. La lengua oficial en el atolón es el ulithiano. 
El descubrimiento del atolón se produjo en 1526 por Diego da Rocha, un navegante portugués, pero se mantuvo inalterado por los europeos hasta el año 1712, en que fue explorado en detalle por el capitán Bernardo de Eugui. En 1731, llegó un grupo de doce jesuitas españoles encabezados por Juan Antonio Cantova. 

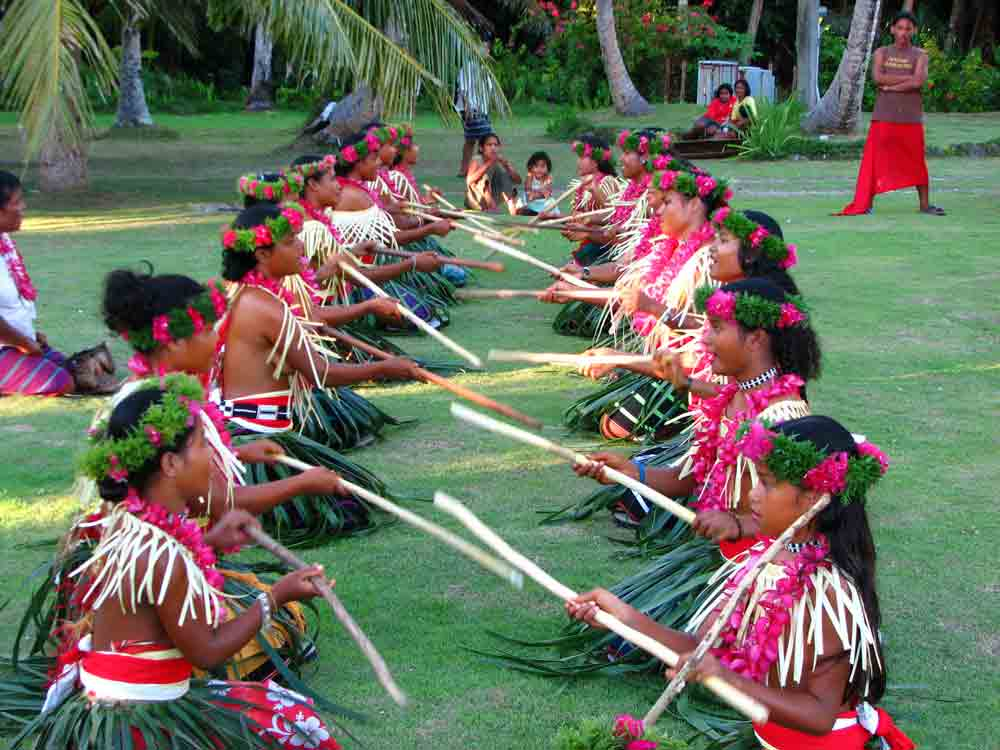
Danza tradicional ulithiana

Japón ocupó las islas en 1914 al comienzo de la Primera Guerra Mundial. En 1920 fue asignado junto con las Carolinas al Japón como Mandato de la Sociedad de Naciones. Fue usado por los japoneses en las dos guerras mundiales. Antes de la Segunda Guerra Mundial los japoneses habían establecido una estación de radio y meteorológica pero hacia 1944 abandonaron el atolón. 
Con el avance de los Estados Unidos por el Pacífico, la Armada estadounidense necesitaba una base naval más avanzada. Ulithi apareció como un lugar perfectamente situado para zona de concentración y espera de las fuerzas navales. El fondeadero de la laguna de Ulithi era grande y bien situado aunque sin instalaciones para la reparación y el abastecimiento de los navíos. El 13 de marzo de 1945 había 647 barcos anclados en Ulithi, y con la llegada de las fuerzas anfibias concentrándose y preparándose para la invasión de Okinawa, el número de buques fondeados alcanzó un máximo de 722.